# Glazen Huis (Geldrop)

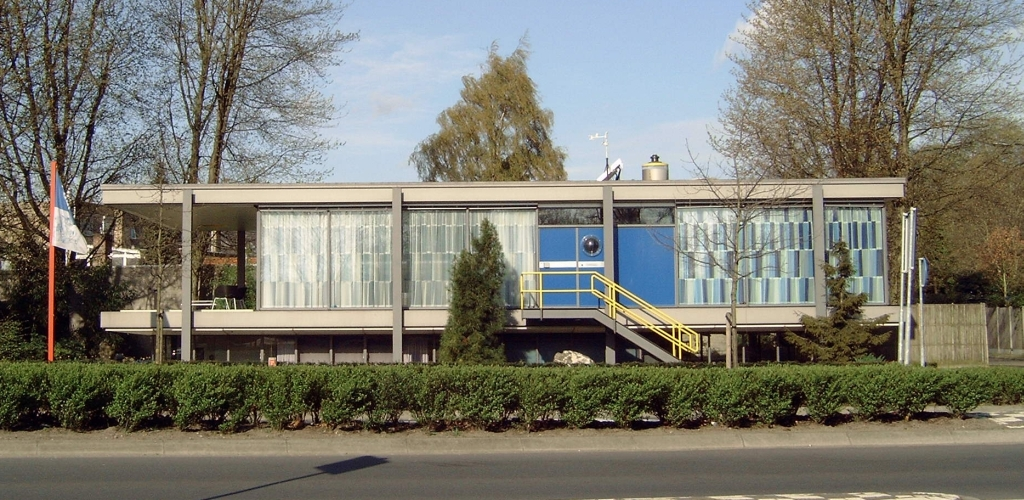
Glazen Huis

Het Glazen Huis in Geldrop is ontworpen door architect H.G. Smelt. Het is geïnspireerd op het Farnsworth House van Mies van der Rohe en heeft details in staal en glas.
Het hoofdniveau ligt boven straatniveau en bevat een geïntegreerde woon/werk/slaapruimte ingedeeld door systeemwanden, schuifwanden en door een ruimtescheider die noch de vloer noch het plafond raakt. De kozijnen van de ramen rondom zijn dun en licht omdat ze geen dragende functie hebben. Het lagere gedeelte is half ingegraven en bevat slaapvertrekken, technische ruimtes en een garage.

## Afbeeldingen
De bouwfoto's zijn gemaakt tijdens de bouw van het glazen huis in 1971. Eerst is de betonvloer met opstaande wanden van de benedenverdieping die half onder de grond ligt gestort. Daarna zijn aan beide zijden op vier betonnen poeren stalen H-balken verticaal geplaatst: deze H-profielen dragen het hoofdniveau dat zich op ongeveer twee meter boven het maaiveld bevindt en het platte dak. Rondom zijn ramen geplaatst (globaal 270 cm hoog bij 180 cm breed). De kozijnen van de ramen zijn uiterst dun en licht omdat ze geen dragende functie hebben.

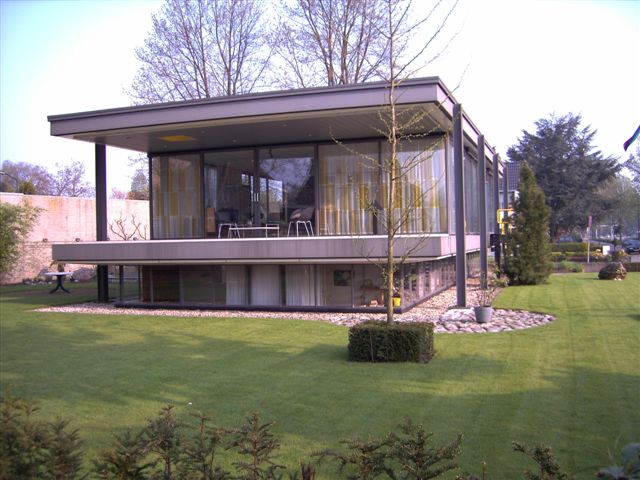
Aanzicht terraszijde
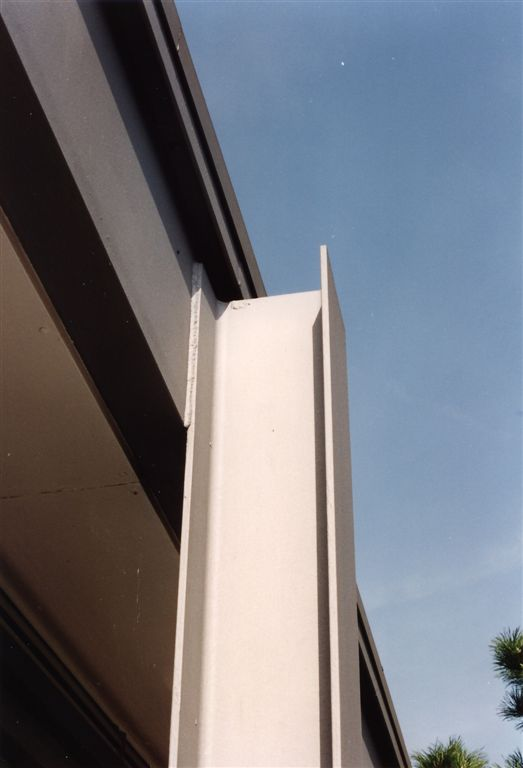
Kolom structuur
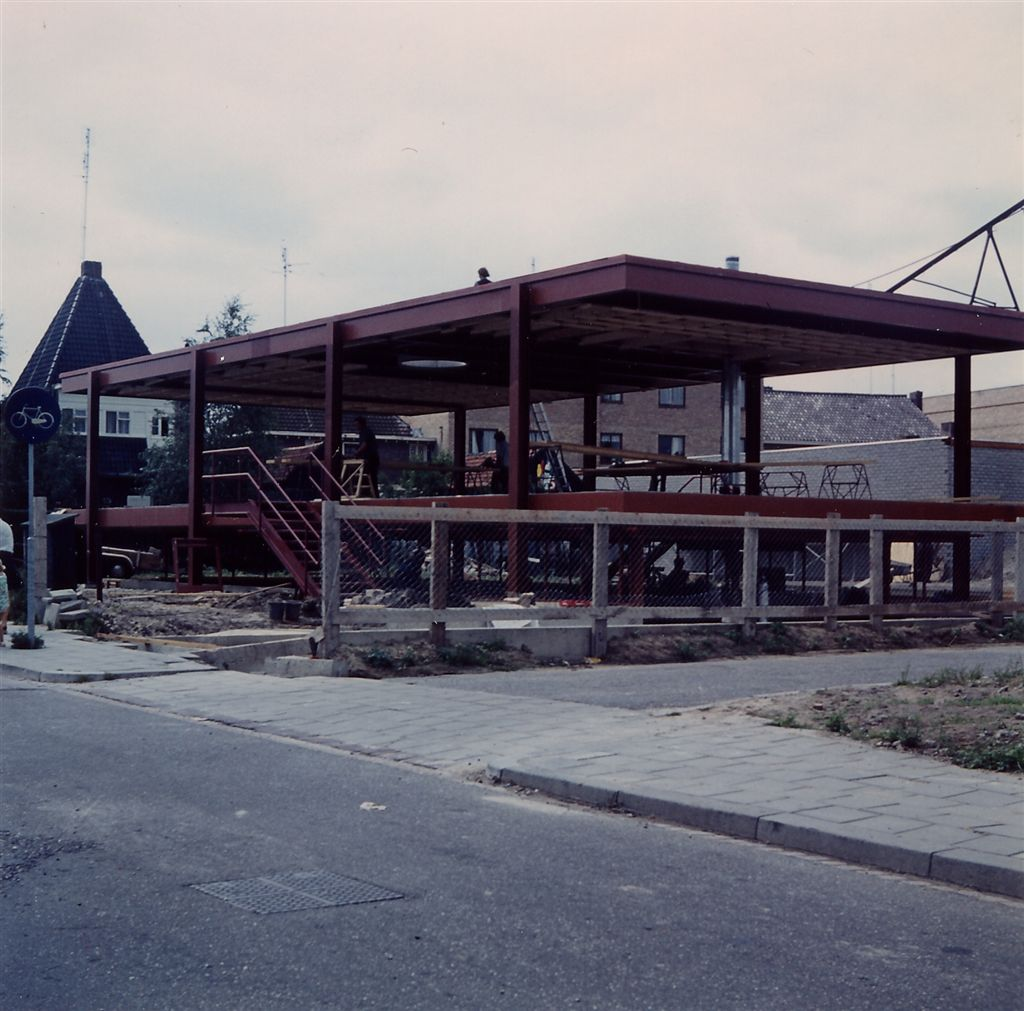
Bouwfoto - staalconstructie
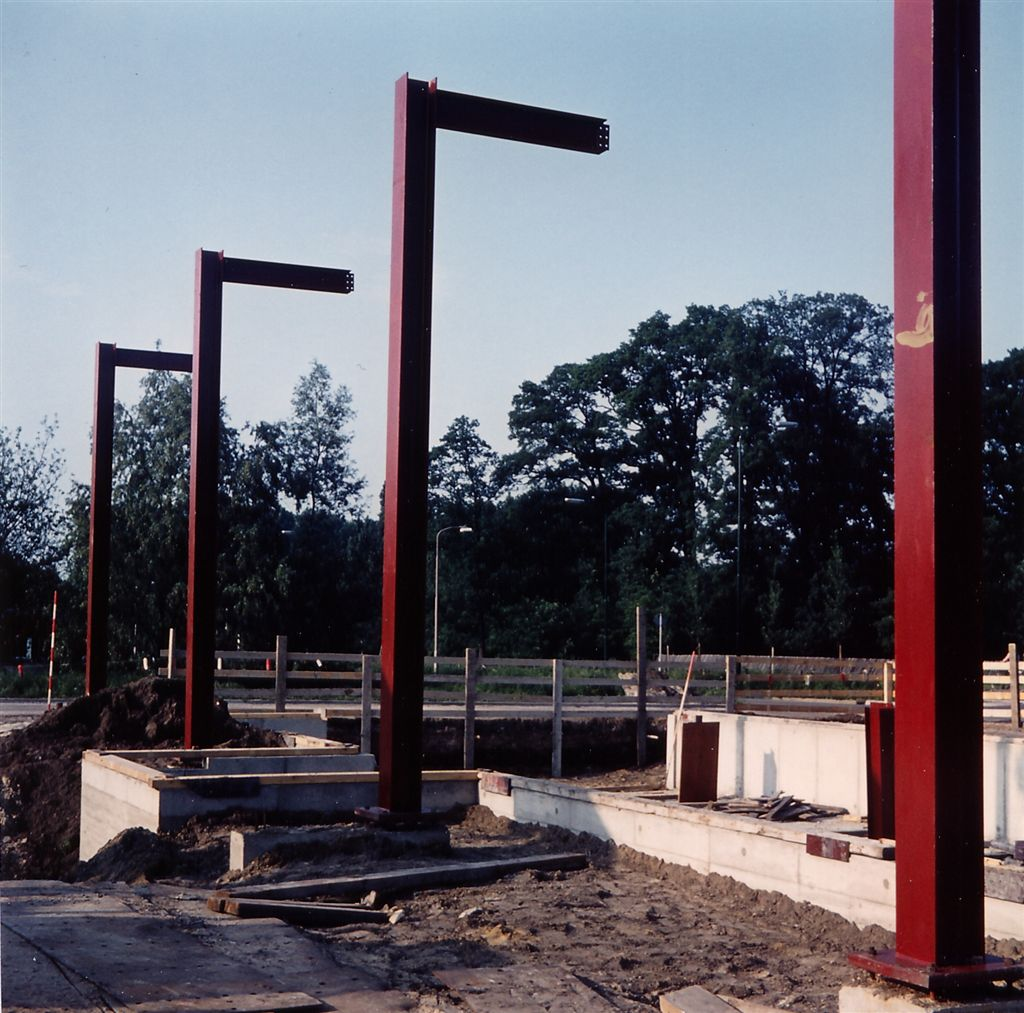
Bouwfoto - opbouw kolomstructuur